# Clara-Villerach
Clara-Villerach är en kommun i departementet Pyrénées-Orientales i regionen Occitanien i södra Frankrike. Kommunen ligger i kantonen Prades som tillhör arrondissementet Prades. År 2022 hade Clara 267 invånare.
Den 7 februari 2017 bytte kommunen namn från Clara till Clara-Villerach.

## Befolkningsutveckling
Antalet invånare i kommunen Clara
| Referens: INSEE |